# Heteralonia nubeculosa
Heteralonia nubeculosa är en tvåvingeart som först beskrevs av Friedrich Hermann Loew 1871.  Heteralonia nubeculosa ingår i släktet Heteralonia och familjen svävflugor. Inga underarter finns listade i Catalogue of Life.